# Carbon (Indiana)
Pour les articles homonymes, voir Carbon.
Carbon est une municipalité américaine située dans le comté de Clay en Indiana.
La localité est fondée en 1870 par la Carbon Coal Company (en français : « société de carbone et de charbon »). Carbon devient une municipalité en 1875. Touchée par un grave incendie en 1905, la ville ne retrouvera jamais sa croissance d'antan ni les 951 habitants qu'elle comptait en 1900.
Lors du recensement de 2010, sa population est de 397 habitants. La municipalité s'étend alors sur une superficie de 0,16 mille carré (0,41 km2).